# Vítor Marcolino da Silva
Vítor Marcolino da Silva (20 de febrer de 1909 - 21 de juliol de 1982) fou un futbolista portuguès de la dècada de 1930.
Fou 19 cops internacional amb la selecció portuguesa amb la qual participà en els Jocs Olímpics de 1928.
Pel que fa a clubs, defensà els colors de Carcavelinhos i SL Benfica.

## Palmarès
Benfica
- Primeira Divisão: 1935-36
- Campeonato de Portugal: 1929-30, 1930-31, 1934-35
- Campionat de Lisboa de futbol: 1932-33